# Юдрук
Юдру́к (рос. Юдрук) — присілок в Можгинському районі Удмуртії, Росія.
Урбаноніми:
- вулиці — Юдруцька

## Населення
Населення — 69 осіб (2010; 75 в 2002).
Національний склад станом на 2002 рік:
- удмурти — 91 %